# Kangaroo Valley
Kangaroo Valley – miasto w Australii, w stanie Nowa Południowa Walia.